# Hépatopancréatite nécrosante
Pour les articles homonymes, voir HPN.
L'hépatopancréatite nécrosante (HPN) est une maladie épizootique létale, provoquée par une infection bactérienne, qui affecte les crevettes d'élevage.
Cette maladie touche préférentiellement les espèces de crevettes d'élevage suivantes : crevette à pattes blanches (Penaeus vannamei) et crevette bleue (Penaeus stylirostris), mais a également été signalée chez trois autres espèces américaines, à savoir Penaeus aztecus, Penaeus californiensis et Penaeus setiferus. Les taux de mortalité les plus élevés se produisent chez Penaeus vannamei, qui est l'une des deux principales espèces de crevettes d'élevage. En l'absence de traitement, la maladie entraîne une mortalité pouvant atteindre 90 % en l'espace de 30 jours. Une première épizootie de HPN a été signalée au Texas en 1985 ; la maladie s'est ensuite diffusée dans les élevages de crevettes d'Amérique du Sud.
L'hépatopancréatite nécrosante est provoquée par une petite bactérie gram-négative et hautement pléomorphe du type Rickettsia, classée dans son propre nouveau genre dans les alpha-protéobactéries. Les symptômes qui marquent les crevettes infectées sont notamment : carapaces molles et corps flasques, branchies noires ou sombres, bords noirs des pléopodes et uropodes et atrophie de l'hépatopancréas qui devient blanchâtre au lieu de sa couleur orange ou brune habituelle.
La bactérie semble préférer les eaux relativement chaudes (plus de 29°C) et les taux de salinité élevés (plus de 20 – 38 ‰). En évitant de telles conditions dans les bassins d'élevage, on dispose d'un moyen important pour maîtriser l'apparition et le développement de cette maladie.

## Recherches sur l'hépatopancréatite nécrosante
On a réussi à transmettre expérimentalement la bactérie de l'hépatopancréatite nécrosante à des crevettes saines par des injections intra-hépatopancréatiques de matériel infectieux. Transmettre du matériel infectieux à des crevettes saines est actuellement l'approche standard pour entretenir les microorganismes dans des conditions de laboratoire. Aucune tentative de culture de la bactérie in vitro, ce qui requiert de recueillir du matériel infectieux sur des crevettes infectées, n'a réussi.